# Тютрин, Иван Иванович
Ива́н Ива́нович Тю́трин (род. 29 мая 1981, Томск, РСФСР, СССР) — российский политик и общественный деятель. Сооснователь Форума свободной России, сооснователь Российского комитета действия. В прошлом — исполнительный директор Объединённого демократического движения «Солидарность». В феврале 2024 года Росфинмониторинг внёс Тютрина в перечень террористов и экстремистов. 24 апреля 2024 года Сыктывкарский городской суд заочно арестовал Тютрина по обвинению в создании террористического сообщества.

## Биография
В июне 2005 года возглавлял Томское региональное отделение Объединённого гражданского фронта Гарри Каспарова и являлся членом Бюро Федерального совета ОГФ.
С 2007 года преподавал историю международных отношений в Томском государственном университете.
В 2008 и 2010 годах избирался в Федеральный совет движения «Солидарность». С 2010 по 2012 год занимал пост исполнительного директора движения.  
В 2012 году Иван Тютрин с семьёй уехал из России, опасаясь уголовного преследования по Болотному делу.
В 2016 году совместно с Гарри Каспаровым выступил сооснователем «Форума свободной России» в Вильнюсе. С 2016 года прошло 11 Форумов свободной России, а с начала военного вторжения России в Украину под эгидой ФСР было проведено три антивоенных конференции в Вильнюсе. С момента основания Форума свободной России и по сей день Иван Тютрин является его фактическим руководителем. В 2018 году он был избран в Постоянный комитет ФСР, набрав наибольшее количество голосов участников Форума, и назначен ответственным секретарем организации.
В 2022 году совместно с Сергеем Алексашенко, Дмитрием Гудковым, Сергеем Гуриевым, Борисом Зиминым, Гарри Каспаровым, Юлией Латыниной, Михаилом Ходорковским и Евгением Чичваркиным выступил сооснователем Российского комитета действия — движения представителей российского общества, которые выступают против войны на Украине. В августе 2022 года под эгидой РКД в Вильнюсе состоялся Конгресс свободной России.
16 декабря 2022 года внесён Минюстом России в список физических лиц — «иностранных агентов».
В декабре 2023 года стало известно о возбуждении уголовного дела против Ивана Тютрина, а также Гарри Каспарова по статье 151 УК РФ «Вовлечение несовершеннолетнего в совершение антиобщественных действий». Дело возбудили после жалобы депутата Госдумы от Свердловской области Андрея Альшевских. «Иноагентов, перечисленных в ответе, объединяет ненависть к России. Они — пособники киевского режима. Пытаются продлить агонию неонацистов, собирая для них средства. Врагам не будет пощады»,— написал депутат, комментируя возбуждение уголовного дела.
В феврале 2024 года Росфинмониторинг внёс Тютрина в перечень террористов и экстремистов.
24 апреля 2024 года Сыктывкарский городской суд заочно арестовал Ивана Тютрина по обвинению в создании «террористического сообщества», финансировании «террористической деятельности» и публичных призывах к терроризму. Вместе с ним были заочно арестованы другие члены Совета Форума свободной России — Гарри Каспаров, Евгения Чирикова и Геннадий Гудков. СМИ связали уголовное преследование оппозиционеров с аукционом в поддержку российских добровольцев, воюющих за Украину, которой был проведен Форумом свободной России в ноябре 2023 года. 